# Грайски Алпи
Грайски Алпи (на френски: Alpes Grées; на италиански: Alpi Graie) се нарича най-високата част на планината Алпи, разположена в Италия, Франция и отчасти в Швейцария. Те започват на юг от прохода Мон Сени, който ги свързва с Котските Алпи и достигат до прохода Фере, след който започват Пенинските Алпи. С дължина 197 км (в посока север-юг) и ширина 126 км, те са един от най-големите дялове на Алпите. На изток стръмно се спускат в Паданската низина, но на запад преминават в по-ниски масиви, известни с името Савойски Алпи. Тук е най-високият връх на планината – Монблан (4810 м).

## Описание
Разбирането за обхвата на Грайските Алпи не е еднакво и се е променяло във времето. Според Енциклопедия Британика те стигат само до прохода Малък Сан Бернар без да включват масива на Монблан. Савойските Алпи и масивът Ваноаз също не са се считали за част от тях. Днес виждането е, че те са по-обширни, отколкото се е приемало преди. Гранични са реките Арк и Дора Рипария на юг, Арв и Дора Балтеа на север. Оттук извира река Изер – голям приток на Рона. Много известни курорти като Шамони и Вал д'Изер също се намират в подножията на грайските върхове.
Билото на грайските Алпи има формата на буквата S и е внушително. Осем от наименуваните върхове са високи над 4000 м, но само един от тях не е в района на Монблан. С изключение на Малкия Сан Бернар то никъде не се прекъсва от удобни седловини, през които да се прекарат пътища. За улеснение на трефика през 1965 г. е открит Монбланският тунел. Макар че отстъпват, са запазени множество ледници (например известният Мер дьо Глас). През последната ледникова епоха те са обхващали целия район и са оформили релефа, създавайки остри скални върхове (карлинги), трогови долини и дълбоки езера. Интересът към тази част на планината е толкова голям, че 1146 върха са получили названия и са измерени.

## Дялове
Подялбата на Грайските Алпи на дялове е спорен въпрос, но се е наложило мнението, че те са четири:
- Масивът Монблан е разположен най-северно и е най-висок. Дълъг е само 15 км,[4] но това включва първенеца на цялата планина и още няколко мощни върха като Моди (4471 м), Дом дьо Готие (4331 м) и Гранд Жорас (4205 м). Два хребета, започващи от този масив, се отправят на запад – Бофортен (2995 м) и Лозиер (2829 м).
- Централният Грайски масив е южно билно продължение на Монблан, като за граница служи проходът Малък Сан Бернар. Тук най-високият връх е Шарбонел (3752 м). Според някои източници целият масив носи името на върха.[5]
- Масивът Ваноаз се намира изцяло във Франция, добре обособен между Арк и Изер, с най-висок връх Гранд Кас (3855 м).
- Масивът Гран Парадизо, от своя страна, се намира преобладаващо в Италия. Неговият първенец със същото име е единственият четирихилядник извън масива Монблан – 4061 м.

## Туризъм
През 1963 г. в района на масива Ваноаз е създаден национален парк и това е първият национален парк във Франция. От италианска страна Националният парк „Гран Парадизо“ е негово продължение. Заедно те имат площ от 1200 кв. км – най-голямата защитена територия в Алпите. Само тук в планината продължава да живее ибексът – голяма дива коза, известна в България с името алпийски козирог.
В Грайските Алпи са изградени стотици ски писти и лифтове, посещавани всяка зима от хиляди любители на зимните спортове. Тук, в Шамони са проведени първите Зимни олимпийски игри (1924), както и ХVІ игри в Албервил (1992).
Известна атракция в околностите на Монблан е панорамната площадка изградена на върха на Средната игла на височина 3842 м. Дотам на две отсечки отвежда лифт (Téléphérique de l’Aiguille du Midi), създаден още през 1955 г. Подобно съоръжение има и над селището Курмайор от италианска страна.